# 巴赫馬托夫斯科耶湖
52°41′40″N 82°13′46″E / 52.69444°N 82.22944°E
巴赫馬托夫斯科耶湖（俄语：Бахматовское），是俄羅斯的湖泊，位於該國南部，由阿爾泰邊疆區負責管轄，長14.2公里、寬2.4公里，集水區面積3,010平方公里，平均水深1.9米。